# Fandango antequerano

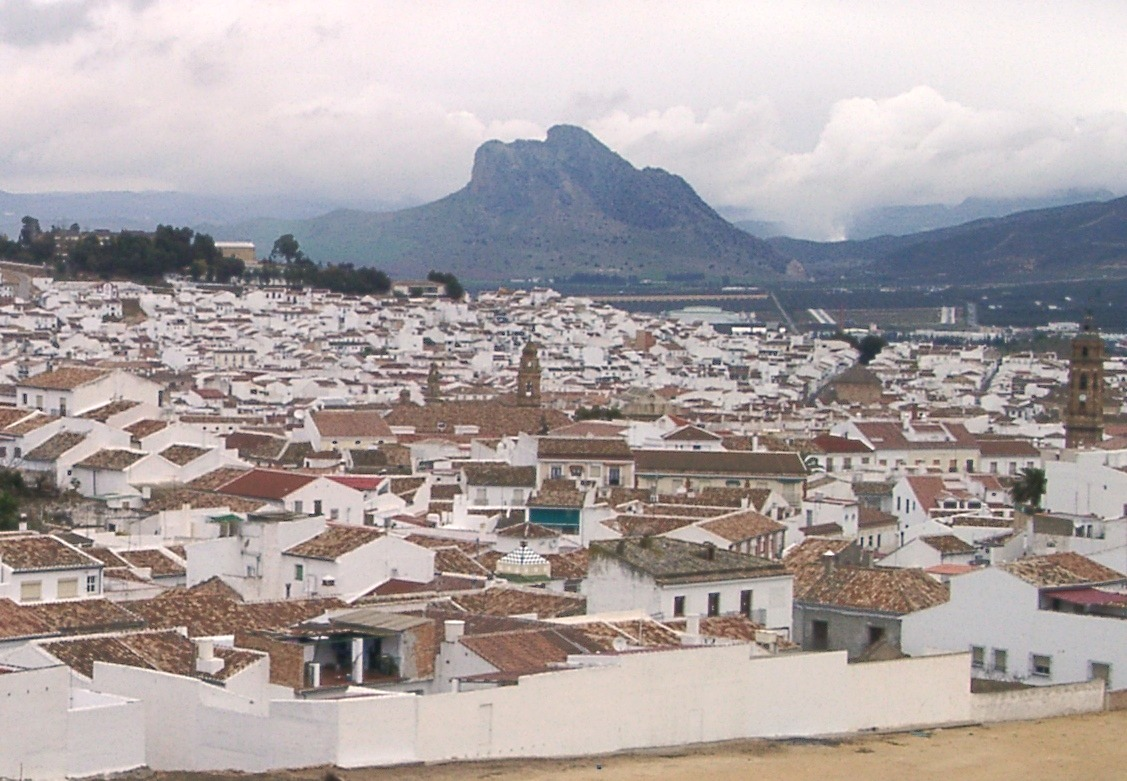
Vista de Antequera.

El fandango antequerano es un baile popular que se baila tradicionalmente en Antequera.
Como sucede en la mayoría de los bailes populares, el fandango antequerano nació para la conquista y el coqueteo entre hombres y mujeres. Los pasos de este baile lo muestran claramente, con los devaneos, engaños, cambios de pareja para terminar con la pareja elegida en un princio, final feliz.

## Características
A diferencia de otros bailes más conocidos de Andalucía, el fandango antequerano es un baile reposado y ceremonioso que, a pesar de su carácter popular, se asemeja más a un baile de salón. Aunque no hay un número determinado de estrofas, suele bailarse en dos partes, de tres estrofas cada una, las cuales se componen de un paso de baile y de un paseíllo que se repite en todas ellas. 

## Historia
El fandango se bailaba en todas las fiestas populares, en plazas, cortijos y en romerías, jamás fue bailado en los tablaos, por lo que no llegó a prostituirse. Pero en 1556, el prelado Bernardo Manrique lo prohibió, por ser un baile muy movido y provocador. Fue así como dejó de bailarse en la ciudad, pero la prohibición no pudo llegar al campo, donde siguió bailándose en los cortijos, en reuniones familiares, en Navidad y en cualquier otra celebración, por lo que en los años 1940, la Sección Femenina pudo recuperarlo, y llegó a ser bailado por un grupo de antequeranos el 8 de julio de 1944 en el Real Sitio de San Lorenzo de El Escorial, ante el Jefe del Estado español, y fue retransmitido por Radio Nacional de España y por el NO-DO. Este hecho sirvió para que reconocer que Antequera poseía una joya dentro folclore español.
- Datos: Q5855886